# SV Caiquetio
Le Sport Verenigang Caiquetio, parfois abrégé en SV Caiquetio, est un club arubais de football fondé en 2000 et basé à Paradera.

## Histoire
Le club est fondé en 2000 et participe dès la saison suivante aux playoffs de seconde division, s'inclinant en finale sur le score de 2 buts à 1 contre le club de Jong Aruba.
Caiquetio passe ses premières saisons en deuxième et troisième divisions, jusqu'à être promu à l'issue de la saison 2004-2005 en Division di Honor, la première division. La première participation du club à ce championnat se solde par une huitième place sur dix équipes présentes. La deuxième saison à ce niveau se termine par une neuvième place, qui conduit le club à participer aux barrages de promotion/relégation. L'équipe termine dernière du groupe de quatre, ne réussissant pas à engranger une seule victoire, et est reléguée en Division Uno. En difficulté en championnat, l'équipe réalise cependant un parcours en coupe, allant jusqu'aux quarts de finale.
Le club ne participe pas aux championnats nationaux lors des saisons 2007-2008 et 2008-2009, et reprend la compétition en Division Dos, soit en troisième division, en 2009-2010. Caiquetio remporte cette compétition dès la saison suivante, et réussit, malgré son statut de promu, à terminer champion de Division Uno pour son retour à ce niveau de compétition. Ces deux titres en deux ans lui permettent de monter en Division di Honor en uniquement deux saisons.
Pour son retour dans l'élite, le club prend la neuvième place, avec une seule victoire en seize matchs, mais parvient à se maintenir grâce à des succès en barrage de promotion/relégation. Il se classe au même niveau en 2013-2014, mais échoue cette fois-ci à se maintenir. Lors des saisons suivantes, le club termine dans les trois premières places de la deuxième division et participe aux barrages de promotion/relégation. Après deux tentatives ratées, le club finit par être promu lors de la saison 2016-2017.
Le championnat 2017-2018 se solde par une neuvième place, tout comme la saison suivante, à la fin de laquelle Caiquetio est encore une fois relégué. 
Après deux saisons perturbées par la pandémie de Covid-19, le club évolue en Division Uno, le championnat de deuxième division pour la saison 2021-2022.